# 西都古墳まつり

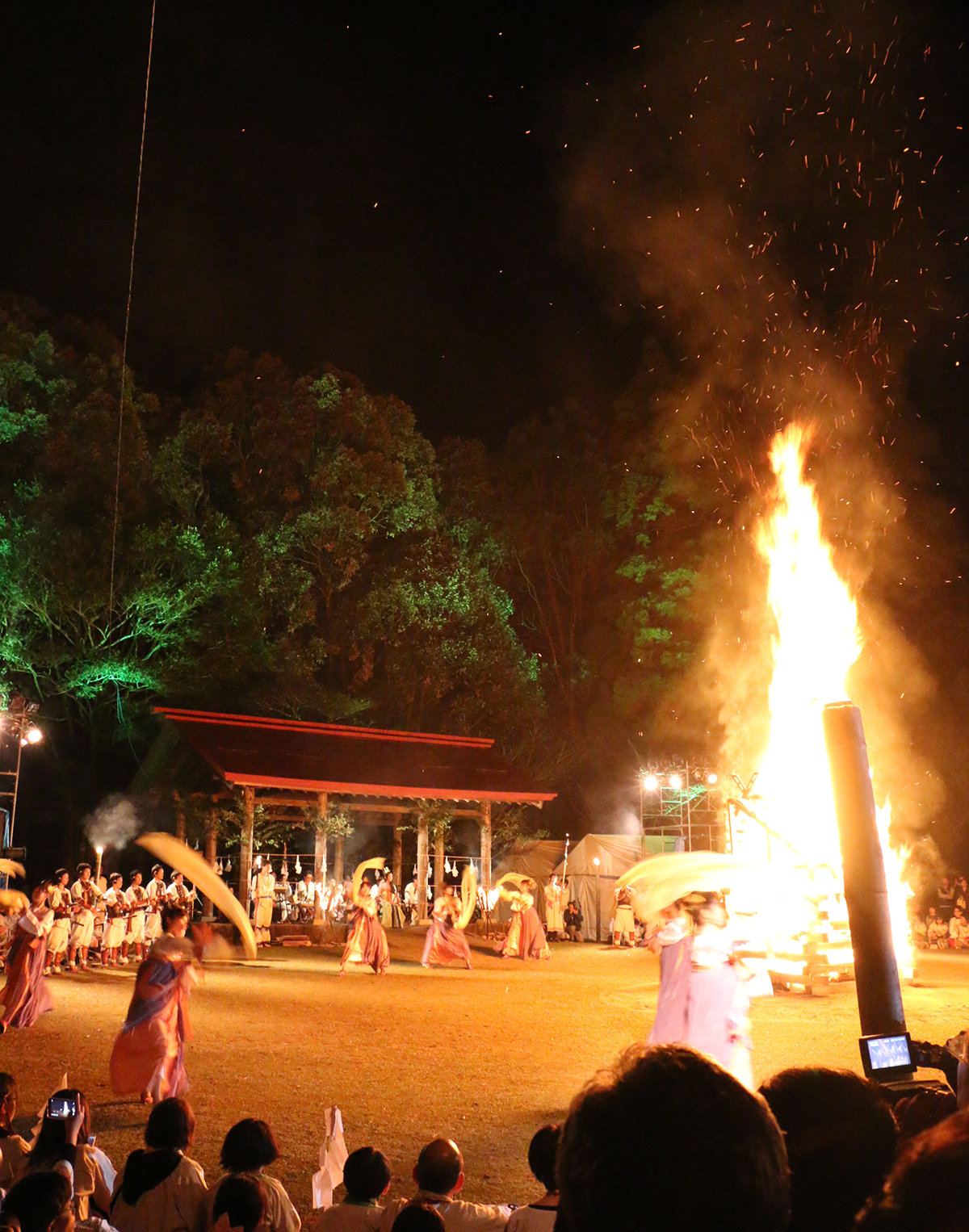
西都古墳まつり・炎の祭典

西都古墳まつり（さいとこふんまつり）とは宮崎県西都市の西都原を中心に妻市街地や都萬神社などで分散して開催される祭りである。西都市中心部から西に数百mの位置に広がる西都原古墳群にちなむ。祭りの由来自体は約600年前に西都原台地と市街地の中間にある三宅神社記録の残る天孫降臨祭・山陵祭にまで遡るが、現在の形で執り行うようになったのは昭和末からである。毎年11月の第一土曜日と翌日の日曜日の2日間にわたって開催される。
1日目の内容は、神楽まつり、松明行列・炎の祭典を中心とする。2日目は式典と奉納行事などを執り行う。
市民や市の職員が古墳時代の服装をして行う松明行列や市民が日向神話のうちニニギノミコトとコノハナサクヤヒメに関する話を再現する炎の祭典（この際、ニニギノミコトとコノハナサクヤヒメを演じる職員は独身でなければならない）が行われ、国の選択無形民俗文化財である神楽・下水流臼太鼓踊をはじめとする西都市の伝統芸能が奉納される。
日頃は陵墓参考地のため立ち入りが禁止されている男狭穂塚・女狭穂塚の敷地内に入ることができる貴重な機会でもある。